# Nenad Đorđević
Nenad Đorđević (* 7. srpen 1979) je srbský fotbalista.

## Reprezentace
Nenad Đorđević odehrál 17 reprezentačních utkání. S srbskou reprezentací se zúčastnil Mistrovství světa 2006.

## Statistiky
| Jugoslávie          | Jugoslávie | Jugoslávie |
| Roky                | Záp.       | Góly       |
| ------------------- | ---------- | ---------- |
| 2002                | 2          | 0          |
| 2003                | 1          | 0          |
| Srbsko a Černá Hora |            |            |
| 2003                | 5          | 0          |
| 2004                | 3          | 0          |
| 2005                | 3          | 1          |
| 2006                | 3          | 0          |
| Celkem              | 17         | 1          |